# 10-й окремий стрілецький батальйон (Україна)
10-й окремий стрілецький батальйон (10 ОСБ) (в/ч А7094)— українське військове формування військ територіальної оборони у складі Львівського обласного територіального центру комплектування та соціальної підтримки.

## Історія
Станом на 1 грудня 2017 року засоби зв’язку в підрозділі були відсутні.
28 лютого 2022 року у Львові почалося повноцінне розгортання батальйону. В нього могли записуватися як працівники ТЦК, так і цивільні люди, які є військовозобов’язаними.
Батальйон було остаточно сформовано у березні 2022 року й спочатку він дислокувався на Львівщині. Потім надійшов наказ про переміщення підрозділу на північ України. 
Після цього підрозділ увійшов до складу ОТУ «Суми» і його командувачем генерал-майор Олександр Нестеренко було визначено район оборони на Сумщині (зокрема, територія Білопільської територіальної громади) для батальйону.

## Командування
- майор Третяк Сергій Валерійович[5]